# Fil de protection
Le fil de protection, ou conducteur de protection (ou protective earth en anglais abrégé PE), souvent improprement appelé fil de terre, est le fil électrique assurant la liaison entre un équipement électrique, souvent métallique, et le tableau électrique celui-ci étant relié à la barrette de terre qui fait la liaison vers le puits de terre.

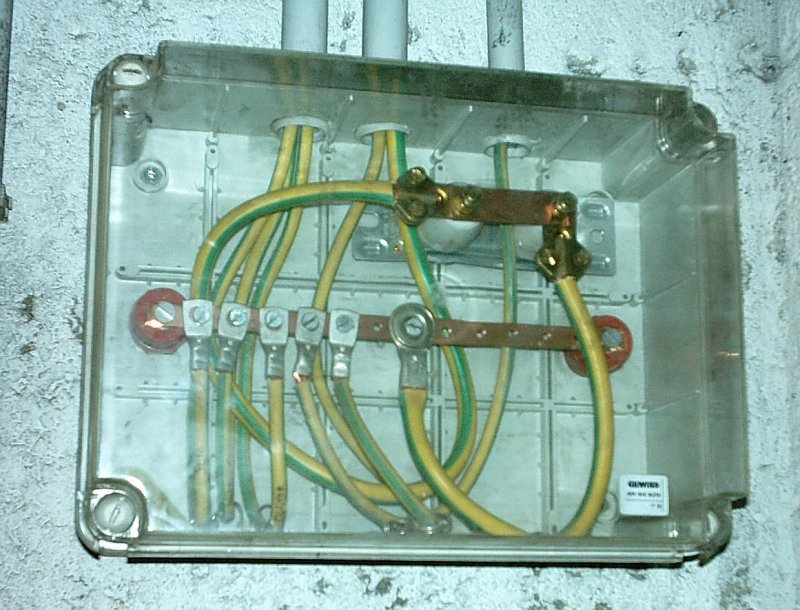
Tableau central de mise à la terre, avec :
- en bas à gauche, l’interconnexion des « fils de protection »
- en haut à droite la barrette de terre.

## Description
Le fil de protection se trouve dans certaines prises de courants, contenant une borne spécifique, destinée à assurer la protection électrique contre en éliminant tout courant de fuite d'une carcasse métallique vers le « bornier de terre » situé sur le tableau électrique générale.
Pour utiliser cette protection il faut que la fiche mâle et que la prise femelles soient pourvus d'un connecteur de terre, sinon cette connexion à la Terre ne sera d'aucune utilité.

Prises male/femelle avec connecteur pour le fil de protection semon les types de prises
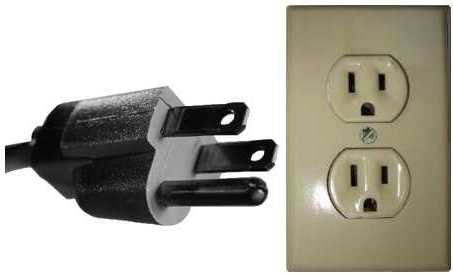
Prise type B
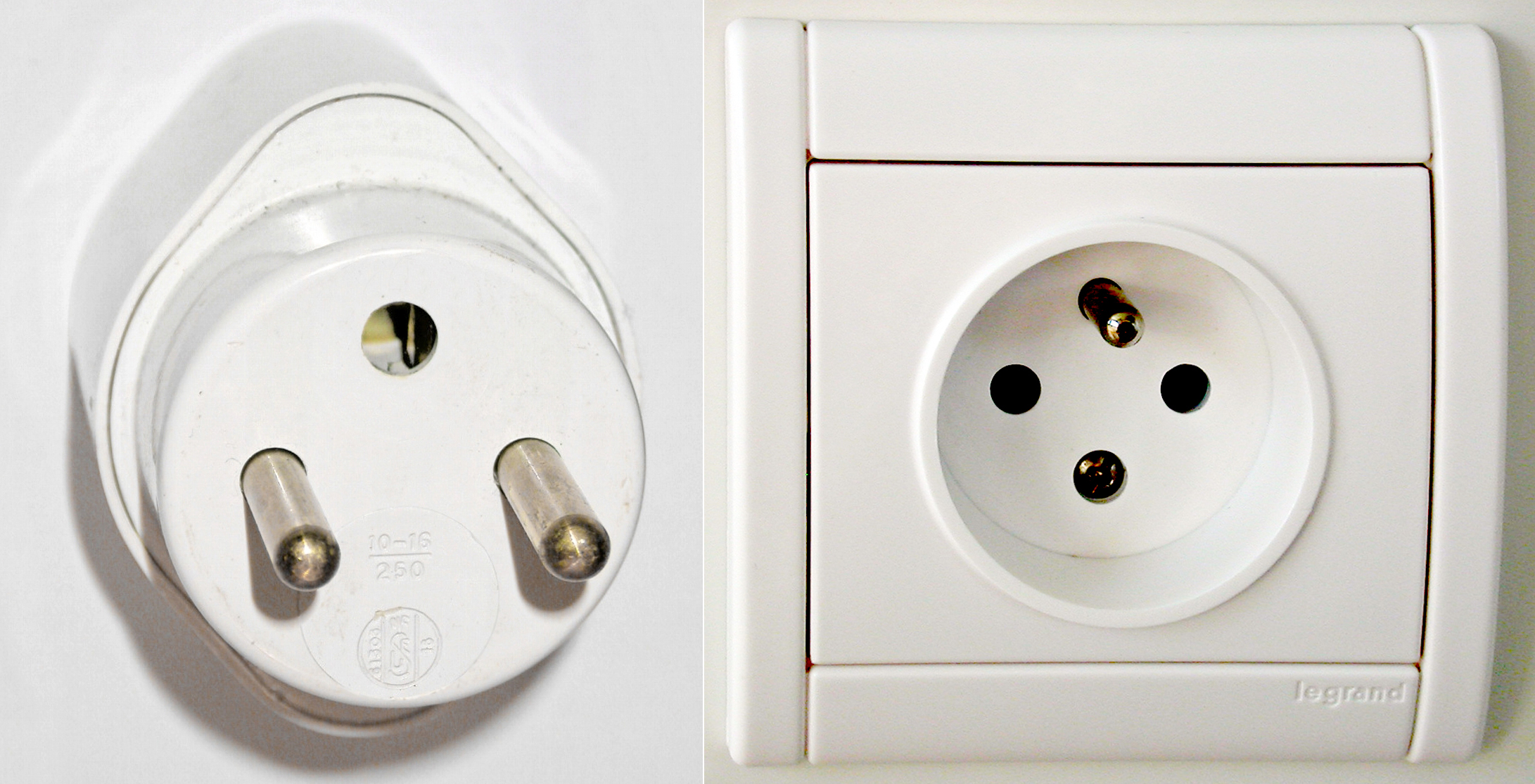
Prises (Type E) avec terre en haut au centre.
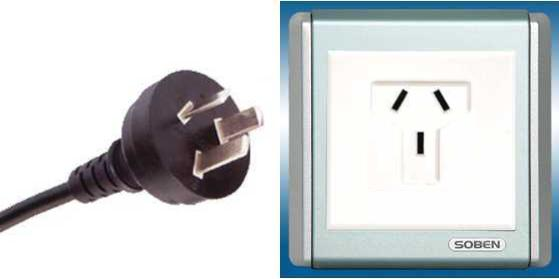
prise type I
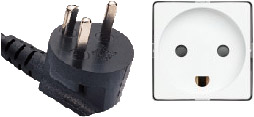
Prise type K

La distance entre l'appareil utilisateur et le puits de terre devant être le plus court possible il faut que chaque prise arrive directement au tableau répartiteur pour minimiser le potentiel électrique dans chacune des prises.

## Utilité
Le fil de protection a pour but de diriger vers la Terre tout courant parasite qui pourrait blesser, voire tuer, l'opérateur ou tout être vivant qui le traverserait.